# Protorosaurus
Protorosaurus is een monotypisch geslacht van uitgestorven reptielen dat leefde in het Laat-Perm.

## Kenmerken
Dit twee meter lange hagedisachtige reptiel is de oudst bekende vertegenwoordiger van de Archosauromorpha. Zijn lange nek bevatte zeven grote en sterk verlengde wervels. Het lichaam steunde op vier lange poten.

## Leefwijze
Zijn voedsel bestond uit snelbewegende prooien, zoals insecten. Met zijn lange poten was het een snel en beweeglijk dier.

## Verspreiding
Protorosaurus was een bewoner van de Europese woestijnen.

## Vondsten
Fossielen van dit dier werden gevonden in Duitsland.

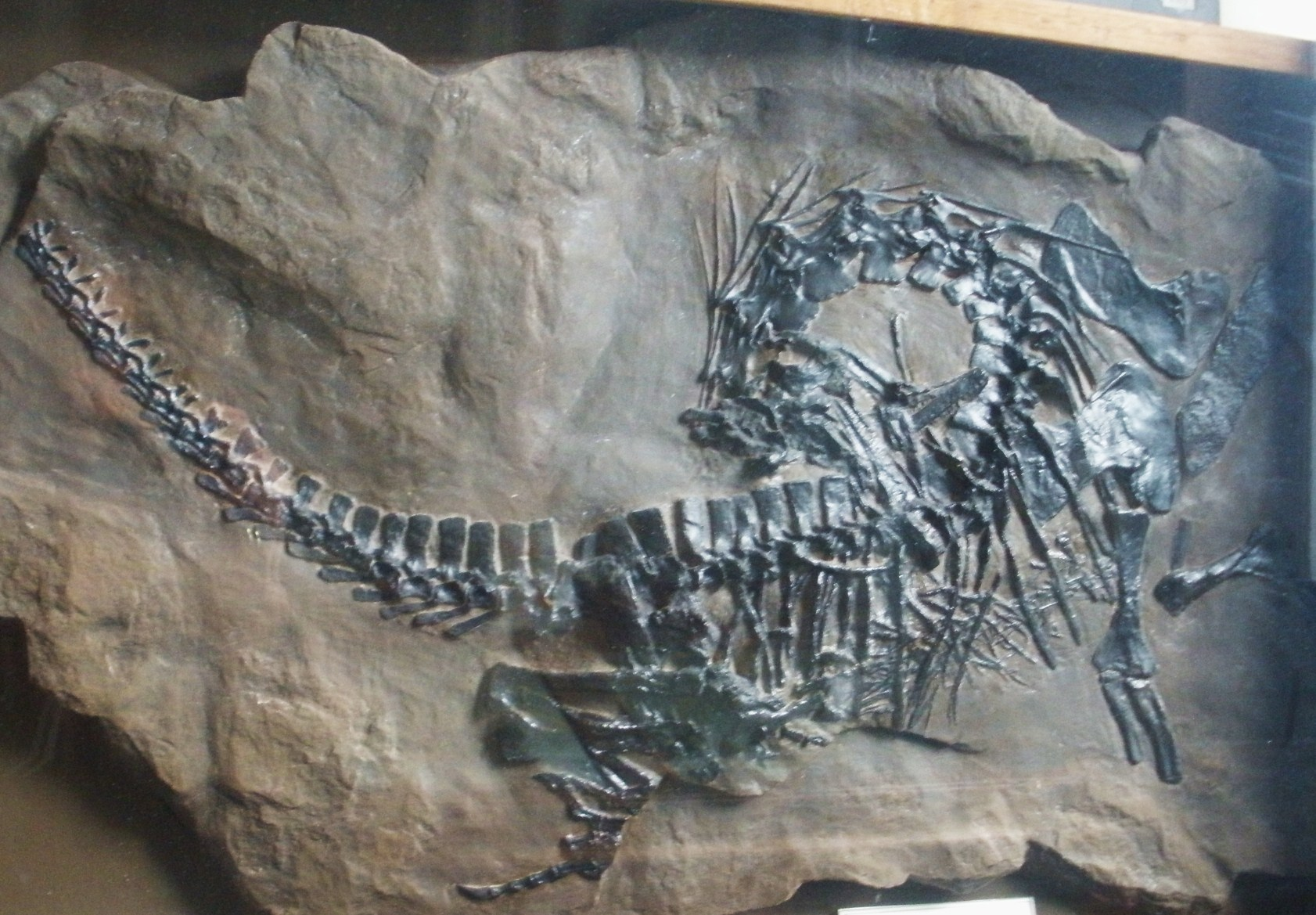
fossiel exemplaar in Teylers Museum